# Mladá Vožice
Mladá Vožice (en allemand : Jung Woschitz) est une ville du district de Tábor, dans la région de Bohême-du-Sud, en Tchéquie. Sa population s'élevait à 2 726 habitants en 2024.

## Géographie
Mladá Vožice se trouve à 17 km au nord-est de Tábor, à 67 km au nord-nord-est de České Budějovice et à 66 km au sud-sud-est de Prague.
La commune est limitée par Slapsko et Šebířov au nord, par Běleč et Smilovy Hory à l'est, par Rodná et Dolní Hrachovice au sud, et par Hlasivo, Řemíčov, Zhoř u Mladé Vožice et Oldřichov à l'ouest.

## Histoire
La première mention écrite de la localité date de 1273.

## Administration
La commune se compose de 15 sections :
- Mladá Vožice
- Bendovo Záhoří
- Blanice
- Dolní Kouty
- Dubina
- Horní Kouty
- Chocov
- Janov
- Krchova Lomná
- Noskov
- Pavlov
- Radvanov
- Staniměřice
- Stará Vožice
- Ústějov

## Galerie

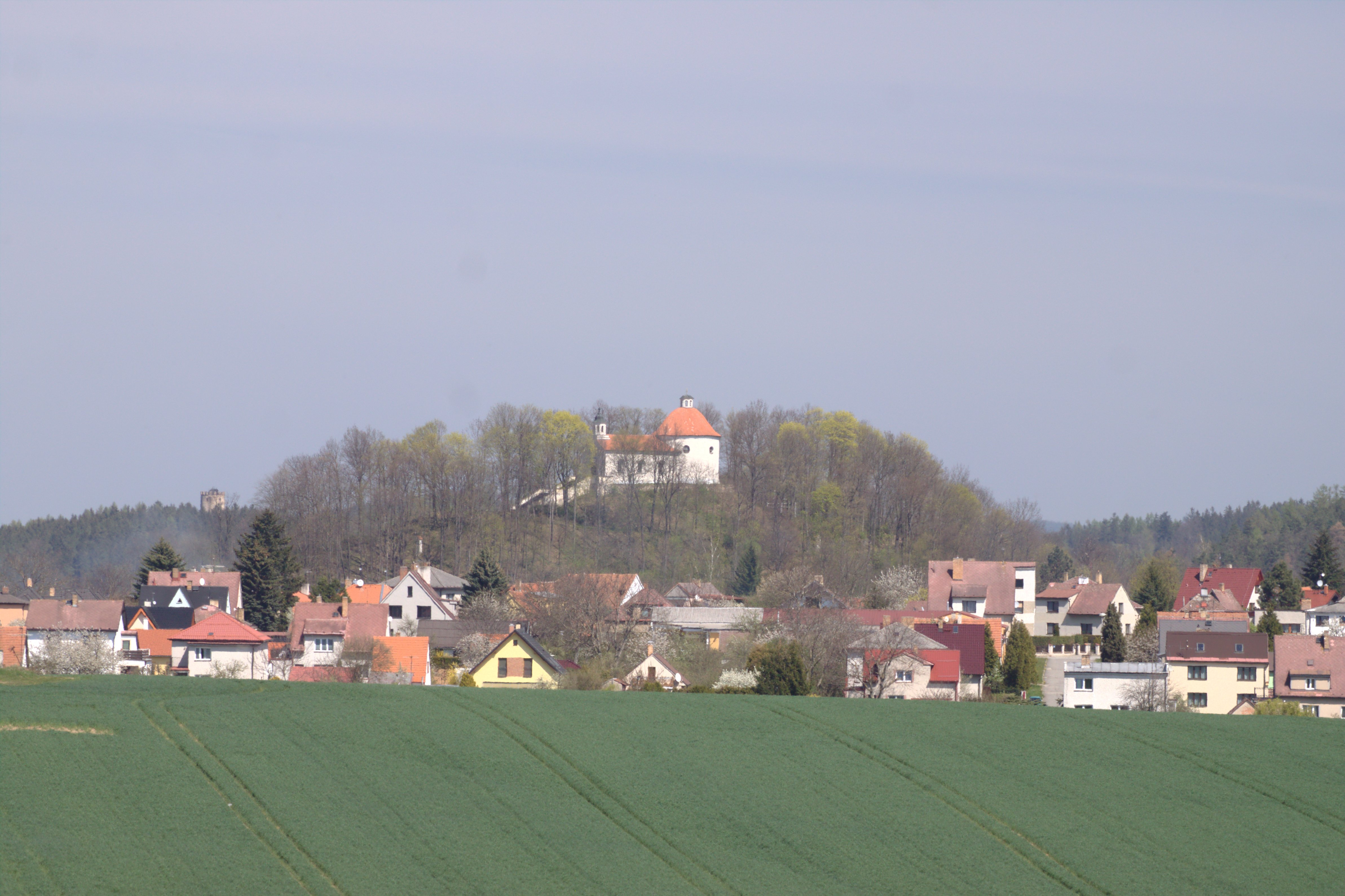
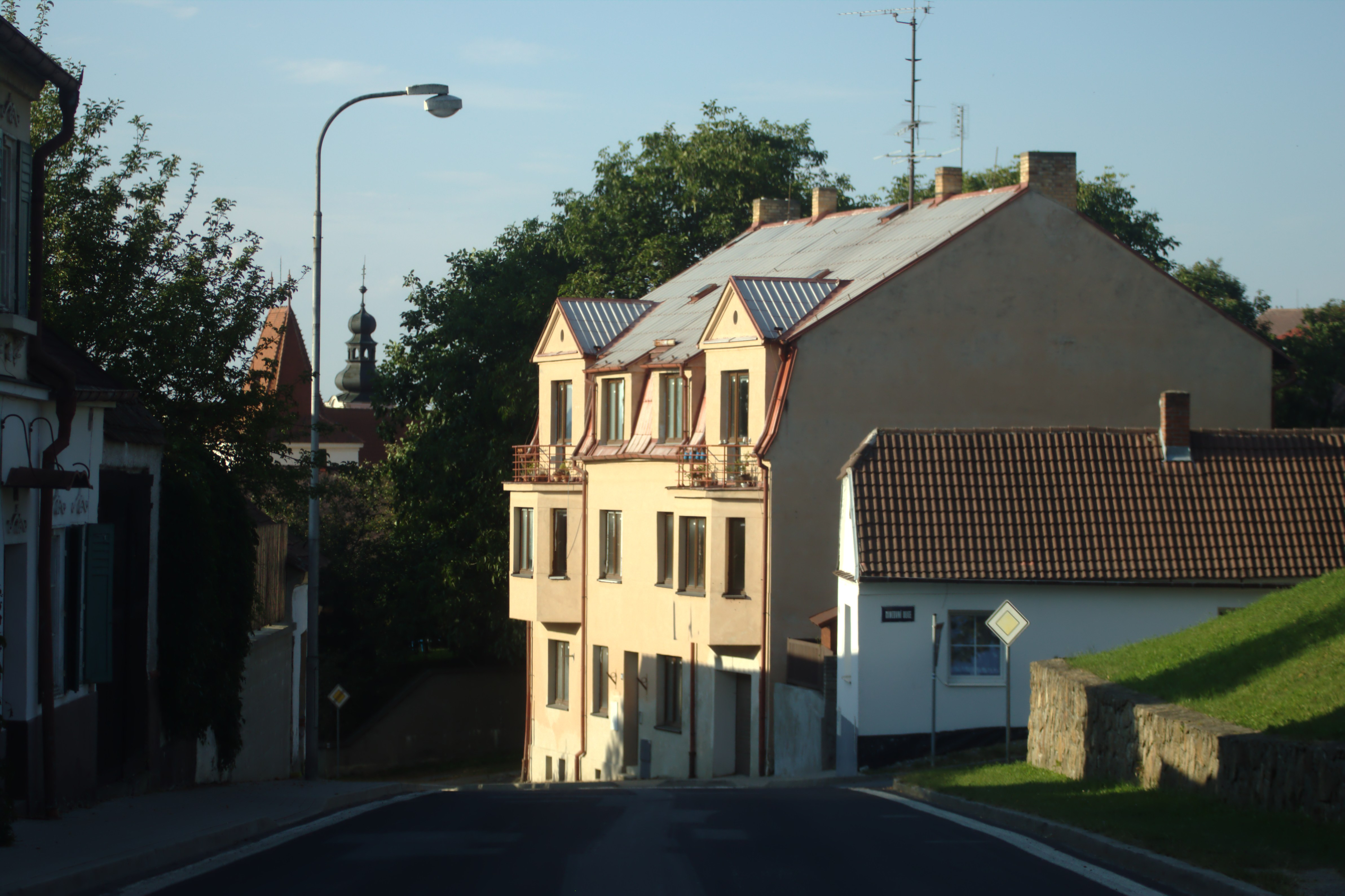
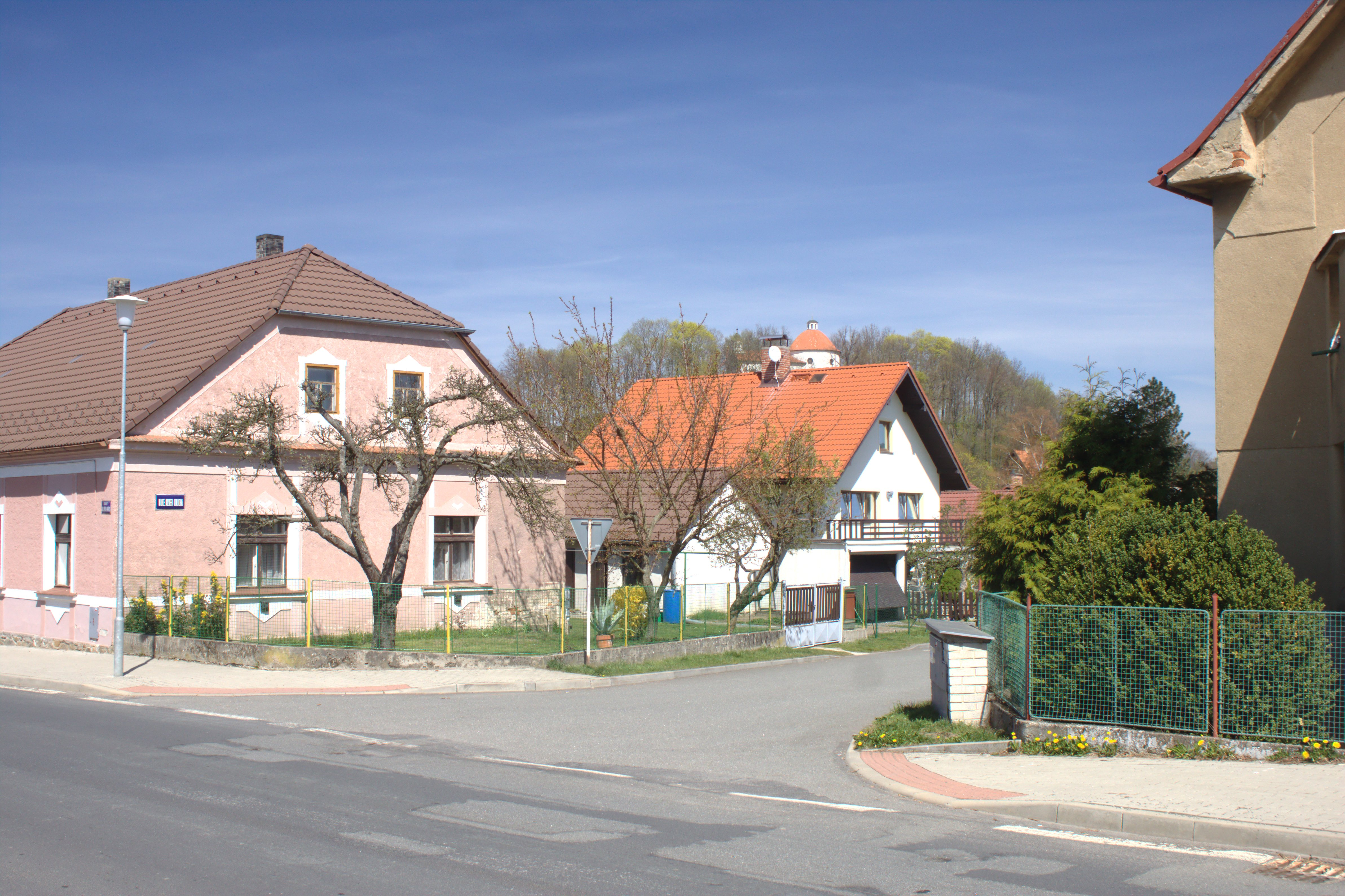
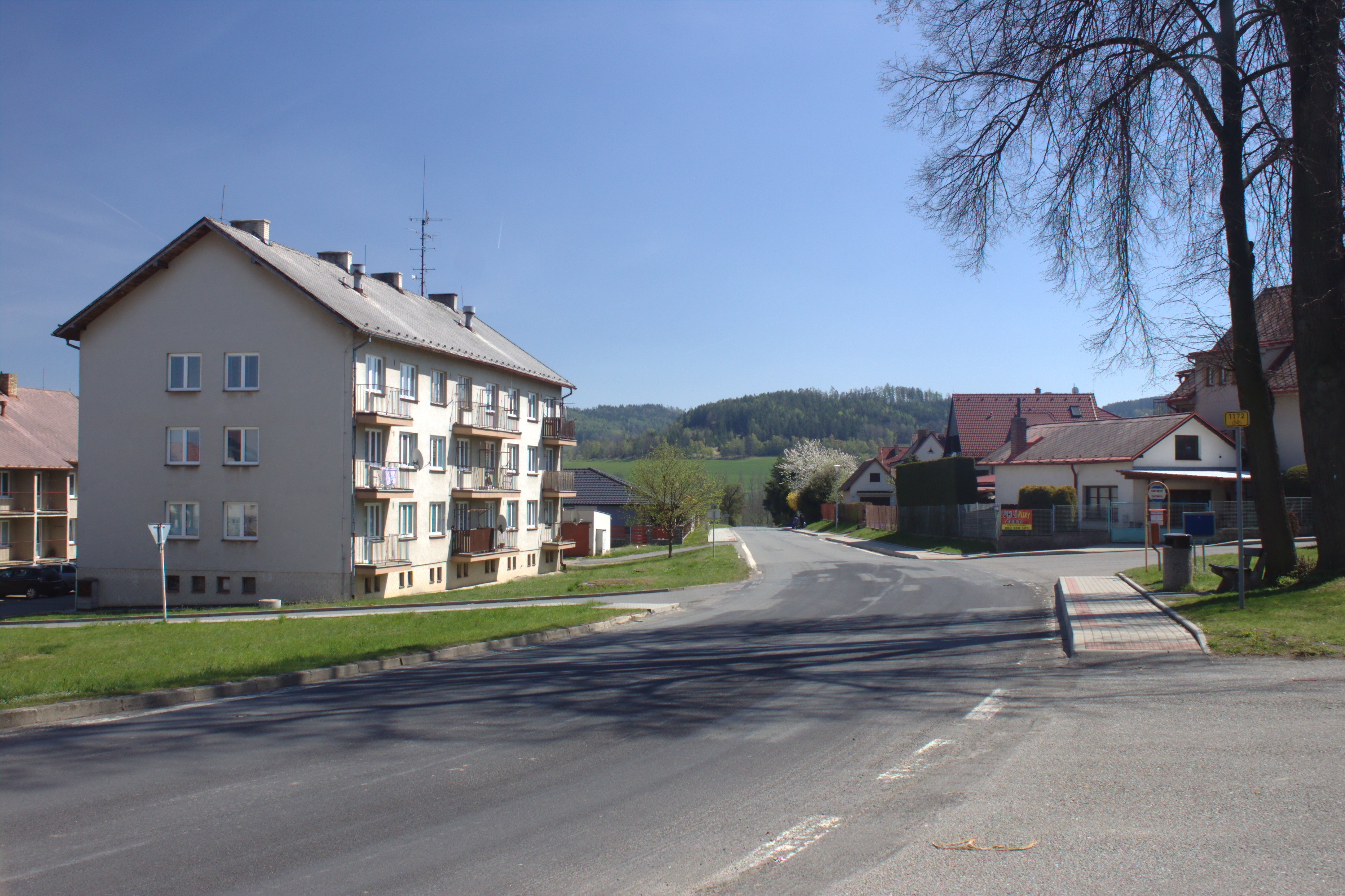
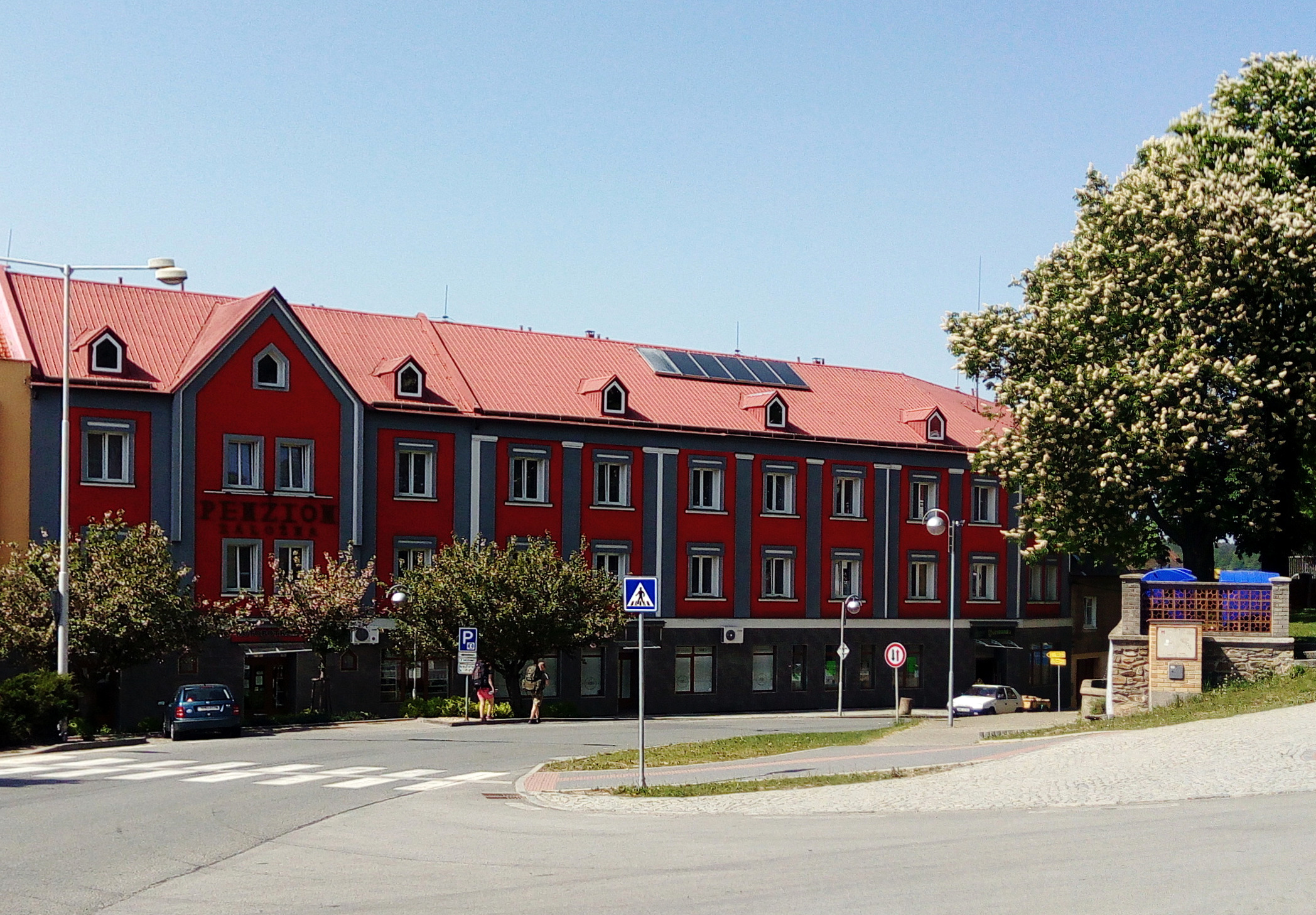

## Transports
Par la route, Mladá Vožice se trouve à 20,5 km de Tábor, à 78 km de České Budějovice et à 85 km de Prague.